# Велика Франкова
Велика Франкова (словац. Veľká Franková) — село в Словаччині, Кежмарському окрузі Пряшівського краю. Розташоване на півночі східної Словаччини в Спиській Маґурі в долині Франковського потока біля кордону з Польщею.
В селі є римо-католицький костел з 1784 року в стилі класицизму.

## Історія
Вперше село згадується у 1296 році.

## Населення
| Рік:            | 1993 | 2003    | 2013    | 2023    |
| --------------- | ---- | ------- | ------- | ------- |
| Кількість осіб: | 350  | 373     | 356     | 335     |
| Різниця:        |      | +6,57 % | -4,55 % | -5,89 % |

| Рік:            | 2022 | 2023    |
| --------------- | ---- | ------- |
| Кількість осіб: | 333  | 335     |
| Різниця:        |      | +0,60 % |

В селі проживає 348 осіб.
Національний склад населення (за даними останнього перепису населення — 2001 року):
- словаки — 97,11 %
- поляки — 0,26 %

Склад населення за приналежністю до релігії станом на 2001 рік:
- римо-католики — 97,38 %,
- греко-католики — 0,79 %,
- православні — 0,26 %,
- не вважають себе віруючими або не належать до жодної вищезгаданої церкви — 1,58 %